# Rhomäer
Als Rhomäer (oder Romäer) bezeichnet die deutsche Byzantinistik mitunter die Einwohner des mittelalterlichen Oströmischen Reiches, auch Byzantinisches Reich genannt. In der griechischen Byzantinistik wie auch in der byzantinischen Geschichtsschreibung (bis 1453) gibt es keine solche Unterscheidung zwischen den Völkern des gesamten Römischen Reiches. 
Das Byzantinische Reich war die direkte Fortsetzung des (Ost-)Römischen Reiches. Da sich die Bewohner des Reiches selbst in der römischen Tradition sahen, sind die in der Geschichtswissenschaft üblichen Bezeichnungen „byzantinisch“ und „Byzantiner“ neuzeitliche Kunstwörter. Im Grunde gilt dies auch für das Wort „Rhomäer“: In der deutschsprachigen Byzantinistik ist es üblich, die Selbstbezeichnung Ῥωμαῖοι (Rhōmaîoi, ein Lehnwort von lateinisch romanus ‚römisch, Römer‘), die sich in den mittelgriechischen Quellen findet, mit „Rhomäer“ wiederzugeben. Dabei ist Rhomaioi nichts anderes als das bereits im Altgriechischen übliche Wort für Römer. „Byzantiner“ nannten sich nur die Einwohner der Stadt Βυζάντιον (Byzanz), auch nachdem sich der Name Konstantinopel langsam eingebürgert hatte.
Der deutsche Terminus „Rhomäer“ verwischt also den Umstand, dass sich die christlichen Griechen bzw. Byzantiner im Mittelalter selbst weiterhin schlicht als „Römer“ verstanden und bezeichneten. Da das Reich zwischen dem 4. (Gründung von Konstantinopel) und dem 7. Jahrhundert (Verlust größerer Gebiete an die Araber) einem grundlegenden Transformationsprozess ausgesetzt war, wird in der Forschung oft die Ansicht vertreten, dass die spätrömische Geschichte am Ende dieser Phase in die byzantinische übergegangen sei und man deshalb statt von „Römern“ besser von „Rhomäern“ sprechen sollte (etwa ab der Zeit des Herakleios, dessen Regierungszeit in der Regel als spätester sinnvoller Ansatz für den Beginn der eigentlichen „byzantinischen Geschichte“ angesehen wird), um diesem komplizierten Transformationsprozess Rechnung zu tragen. 
Es ist jedoch stets zu bedenken, dass damit eine Unterscheidung vorgenommen wird, die sich in den Quellen selbst (und bis zum 19. Jahrhundert auch in der Geschichtsschreibung) so nicht findet. Wenngleich das Reich des 8. oder gar 12. Jahrhunderts sich in vielerlei Hinsicht fundamental vom Reich des 4. Jahrhunderts unterschied, so bestand dennoch eine ungebrochene ideengeschichtliche Anknüpfung an das spätrömische Reich, dessen staatsrechtliche Fortsetzung das Byzantinische Reich ohnehin war. Eine Anknüpfung, die mit der Vorstellung des westlichen mittelalterlichen Kaisertums als Erben des antiken Römischen Reiches kollidierte.
„Rhomäer“ bzw. „Römer“ wurde in äquivalenter Form im orientalischen Raum auch als Fremdbezeichnung für die Bewohner des Reiches und später für die Griechen im Osmanischen Reich gebraucht. „Rhomäer“ bzw. „Römer“ kann auch als Nisba bei orientalischen Namen vorkommen, z. B. bei Dschalal ad-Din ar-Rumi (ar-Rumi – „der Rhomäer“), der diesen Namen trug, weil er im Sultanat der Rum-Seldschuken bei seiner Flucht vor den Mongolen Asyl gefunden hatte. Dieses Sultanat wiederum wurde Rum genannt, weil es sich auf byzantinischem („rhomäischem“) Boden (arabisch ar-Rūm) befand. Bereits die Sassaniden hatten das Imperium Romanum als Hrōm (oder Rūm) bezeichnet.
In der modernen Türkei bezeichnet man als Rhomäer bzw. Römer (Rumlar) alle Griechen, die außerhalb Griechenlands leben, namentlich diejenigen, die in Zypern oder als türkische Staatsangehörige in der Türkei leben. Auch das Ökumenische Patriarchat von Konstantinopel im Stadtteil Phanar trägt auf Türkisch die Bezeichnung Fener Rum Patrikhanesi. Bis ins 20. Jahrhundert bezeichneten sich in ländlichen Regionen Griechenlands sogar die Einheimischen selbst eher als Rhomaioi denn als Hellenes – ein deutliches Zeichen für die Langlebigkeit römisch-byzantinischer Traditionen, die erst seit dem 19. Jahrhundert von einer Rückbesinnung auf das vorchristliche Griechenland verdrängt wurden. Zwischen dem 5. und 19. Jahrhundert wurde Hellenes verwendet, um Anhänger der vorchristlichen griechischen Religion zu bezeichnen.
Als Bestandteil geographischer Namen erscheint die Bezeichnung Rum bis heute in dem Landschaftsnamen Rumelien (historisch für die europäischen Teile des Osmanischen Reiches), Ruma im heutigen Serbien oder in dem Stadtnamen Erzurum.